# 부바카르 바리
부바카르 "코파" 바리(Boubacar "Copa" Barry, 1979년 12월 30일, 아비장 ~)는 기니계 코트디부아르인 전 축구 선수이다.
벨기에에서, 그는 "코파" (Copa) 라는 이름으로 등록되어 활약하고 있다; 그러나, 국가대표팀에서는 그가 평상시 쓰는 이름을 사용한다. 그는 양발잡이 골키퍼이다. 2010년 FIFA 월드컵에서, 그는 오른발로 주로 골킥을 하였으나, 대부분의 경우에는 공을 잡은 후 왼발로 전방으로 찼다.
그는 코트디부아르 국가대표팀에서 83경기 출장하였고, 2006년 FIFA 월드컵에 차출되었다. 그는 2006년 6월 22일, 3-2로 승리한 세르비아 몬테네그로와의 조별 리그 최종전에서 출전하였고, 이 경기에서 코트디부아르는 3-2로 승리하였다.
바리는 2010년 FIFA 월드컵 G조의 3경기에 모두 출전하였다. 바리는 포르투갈과 북한과의 경기를 무실점으로 틀어막았다. 2011-12 시즌, 바리는 로케런에서 페널티킥으로 골을 넣었다. 같은 시즌, 그는 로케런에서 베커르 판 벨기에를 우승하였다.